# Castel del Monte
Das Castel del Monte (ursprünglich castrum Sancta Maria de Monte) ist ein Bauwerk aus der Zeit des Stauferkaisers Friedrich II. in Apulien im Südosten Italiens. Bei dem oktogonalen Bau mit den acht oktogonalen Türmen spielt die mystische Bedeutung der Zahl 8 eine Rolle. Das Schloss wurde von 1240 bis um 1250 errichtet, wahrscheinlich aber nie vollendet. Insbesondere der Innenausbau ist anscheinend nicht beendet worden.

## Lage und Architektur

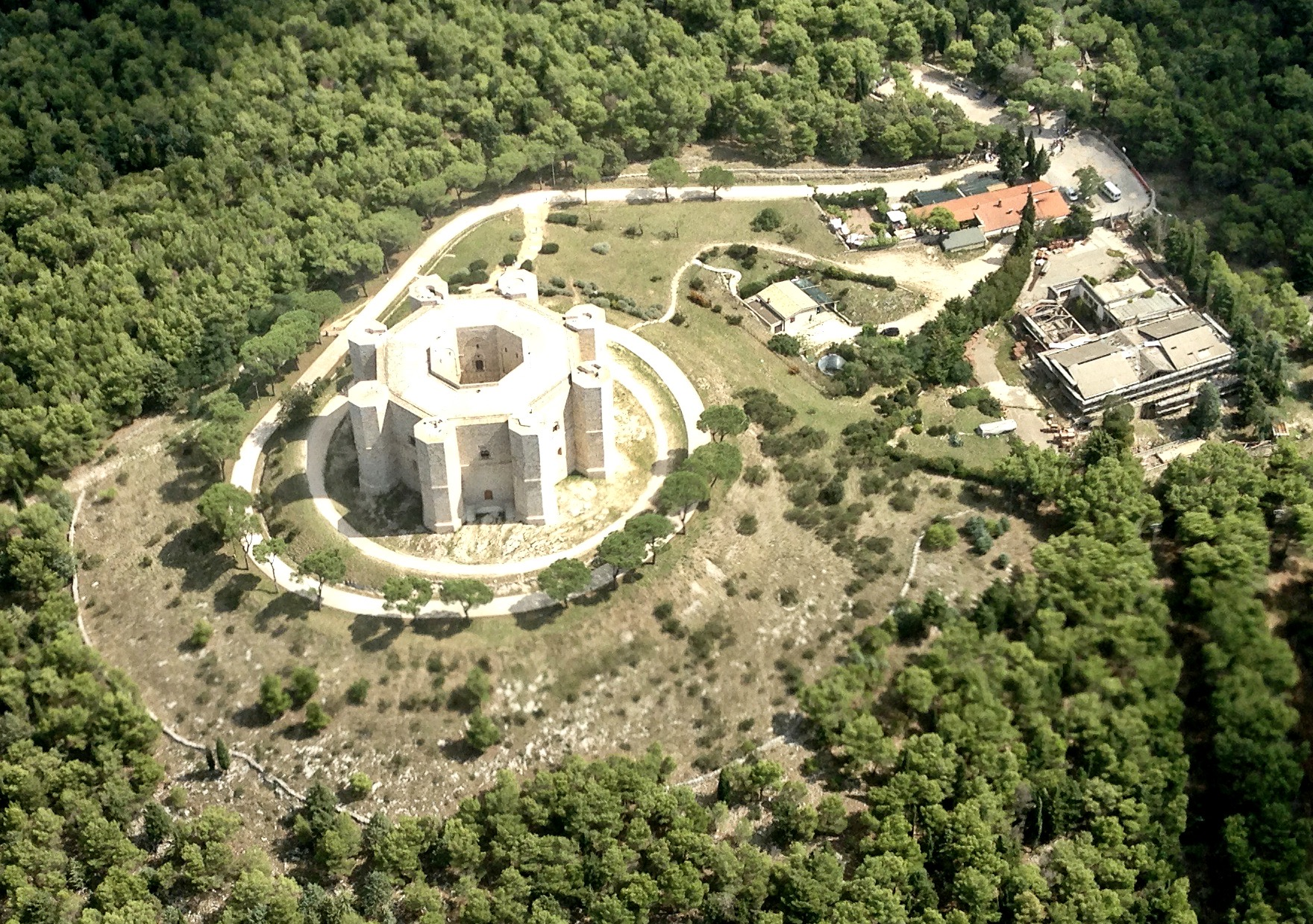
Luftaufnahme des Castel del Monte

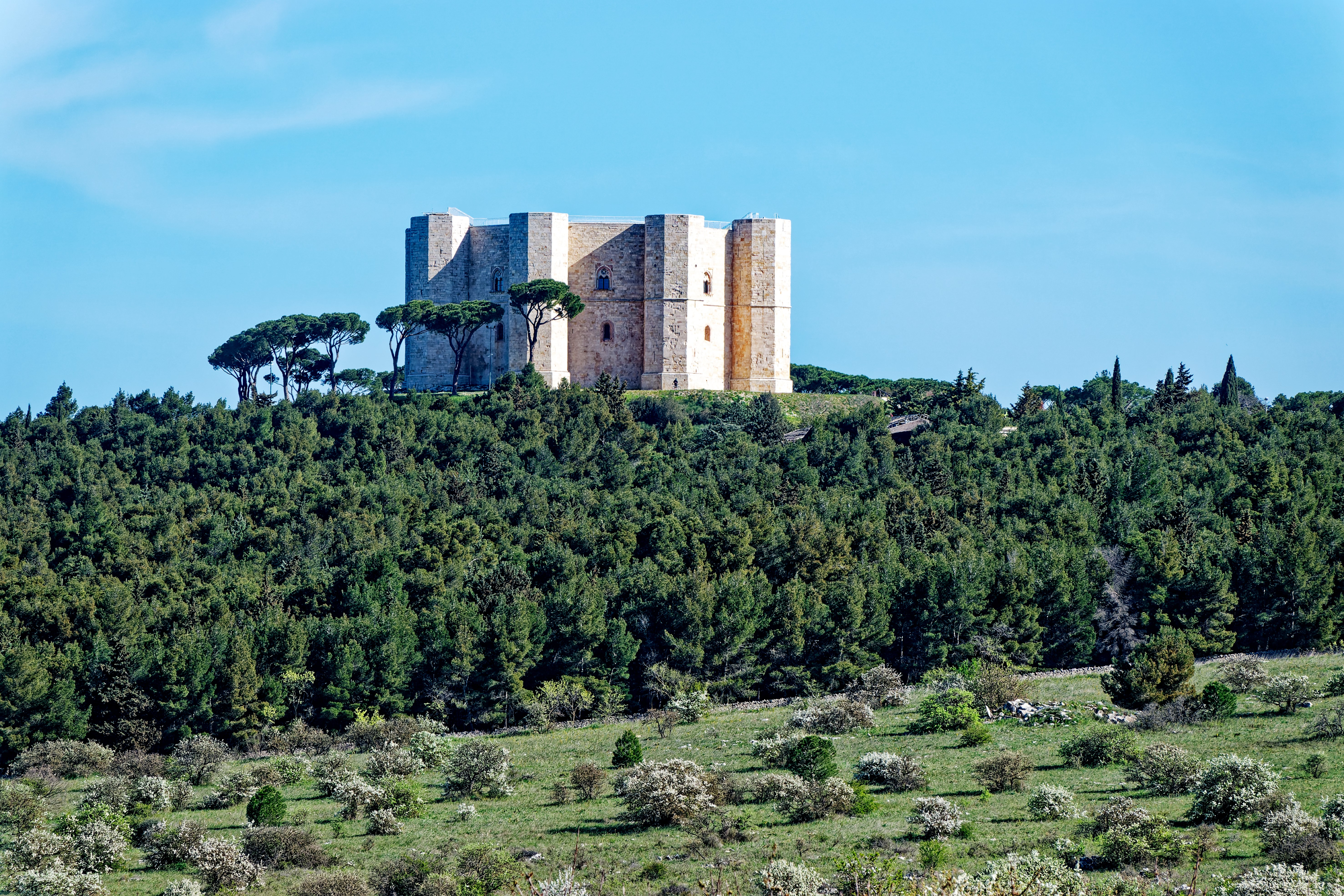
Ansicht von weitem

Das Castel del Monte liegt im Gemeindegebiet von Andria, einer Stadt in der Umgebung von Bari. Sein Grundriss ist achteckig. An jeder der Ecken steht ein Turm mit ebenfalls achteckigem Grundriss. Das Hauptachteck ist 25 Meter hoch, die Türme 26 Meter. Die Länge der Seiten des Hauptachtecks beträgt 16,50 Meter, die der Türme je 3,10 Meter. Je sechs Seiten der Turm-Achtecke sind ausgeführt, zwei entfallen durch die Verbindung mit dem Hauptgebäude. Der Haupteingang ist nach Osten ausgerichtet. Der Durchmesser des Innenhofs beträgt, jeweils zwischen gegenüberliegenden Wänden gemessen, 17,63 bis 17,86 Meter. Bemerkenswert sind die Abweichungen der Wandbreiten im Innenhof, diese liegen zwischen 6,96 und 7,92 Metern.

## Deutungen der Funktion und Form des Kastells

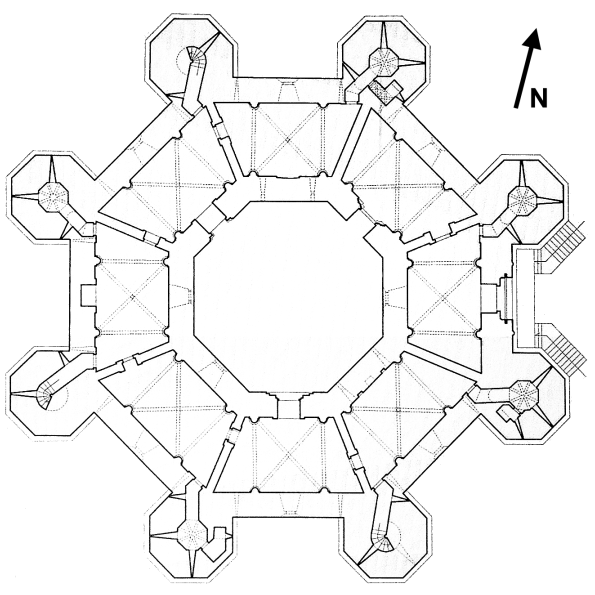
Grundriss des Castels

Über die Funktion der Burg ist gerätselt worden, wobei die achteckige Grundrissfigur phantastische Gedanken beflügelte. Die eher sachlichen Deutungen reichen von einem Jagdschloss bis hin zu einem Gebäude zur Aufbewahrung des Staatsschatzes. Besonders in den 1930er bis 1950er Jahren beliebt war die Deutung als Steinerne Krone Apuliens (Willemsen), als welche Castel del Monte angeblich die Macht Friedrichs II. symbolisieren sollte. Das Castel del Monte wird häufig auch als der Wehrbau und der Lieblingssitz Friedrichs II. bezeichnet. Ursache für die zahlreichen Vermutungen ist nicht zuletzt die spärliche Datenlage. Sicher ist, dass Friedrich II. mit einem Schreiben vom 28. Januar 1240 Richard von Montefuscolo, Justitiar der Capitanata, befahl, Vorbereitungen für den Bau eines castrum zu treffen. Der Bau sollte bei der Kirche Santa Maria del Monte erfolgen. Am Bau existieren jedoch keine Einrichtungen wie Gräben, Arsenale, Schießscharten oder Mannschaftsräume, die auf die Verwendung als Festung schließen lassen. Stattdessen wurde das Gebäude mit Schmuck am Hauptportal und den Fenstern, aufwändigen Sanitäreinrichtungen und Kaminen ausgestattet.
Unregelmäßigkeiten in den Abmessungen – zum Beispiel bei den Wandbreiten des Innenhofes – haben zu Überlegungen geführt, ob diese absichtlich so geplant wurden, um bestimmte Effekte hervorzurufen. So entspricht die Länge des Schattens am Tag der Herbst-Tagundnachtgleiche der Hofbreite, einen Monat später der Summe aus Hof- und Saalbreite und einen weiteren Monat später erstreckt er sich bis zur Außenkante der Türme.

Detailansichten
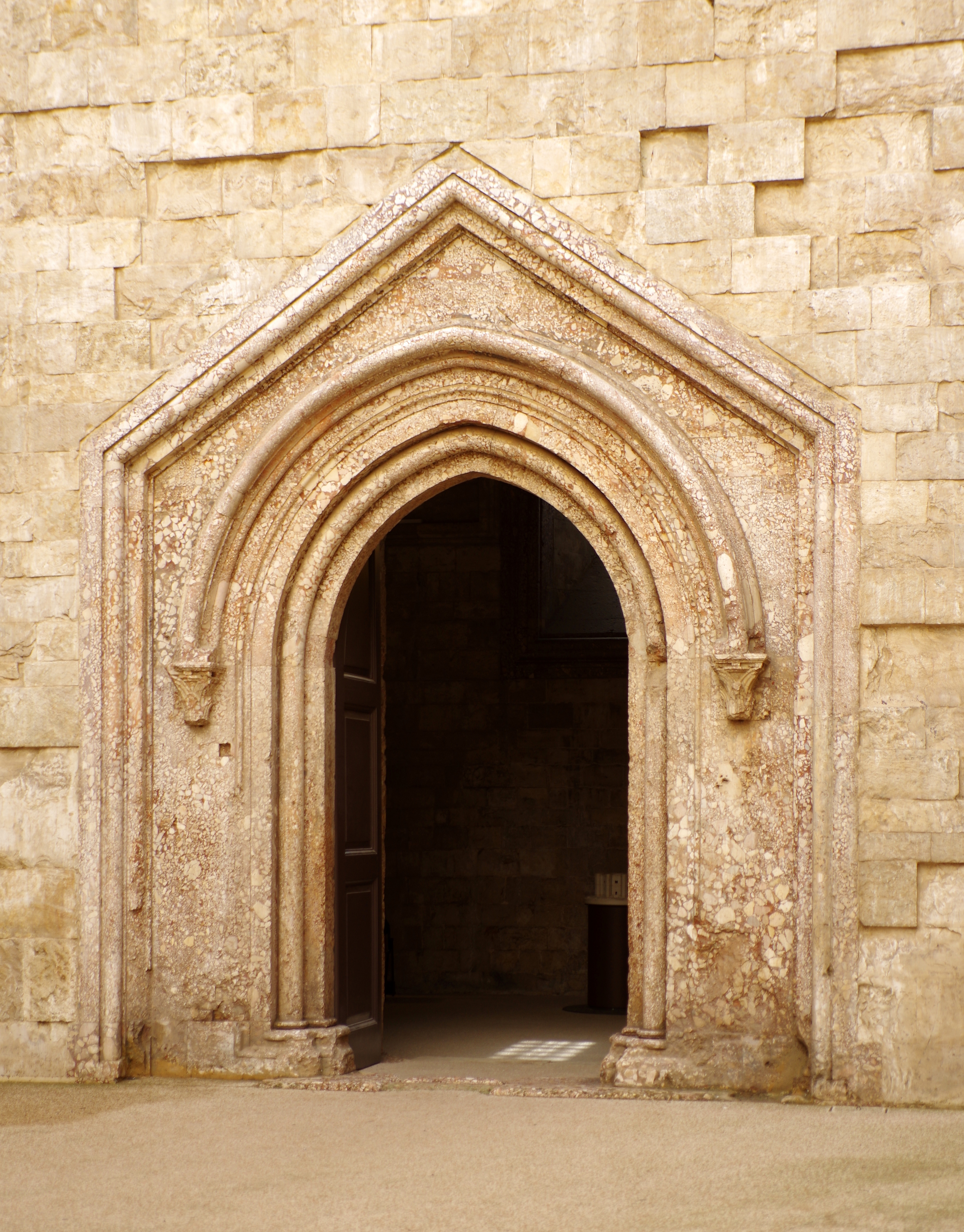
Portal im Innenhof
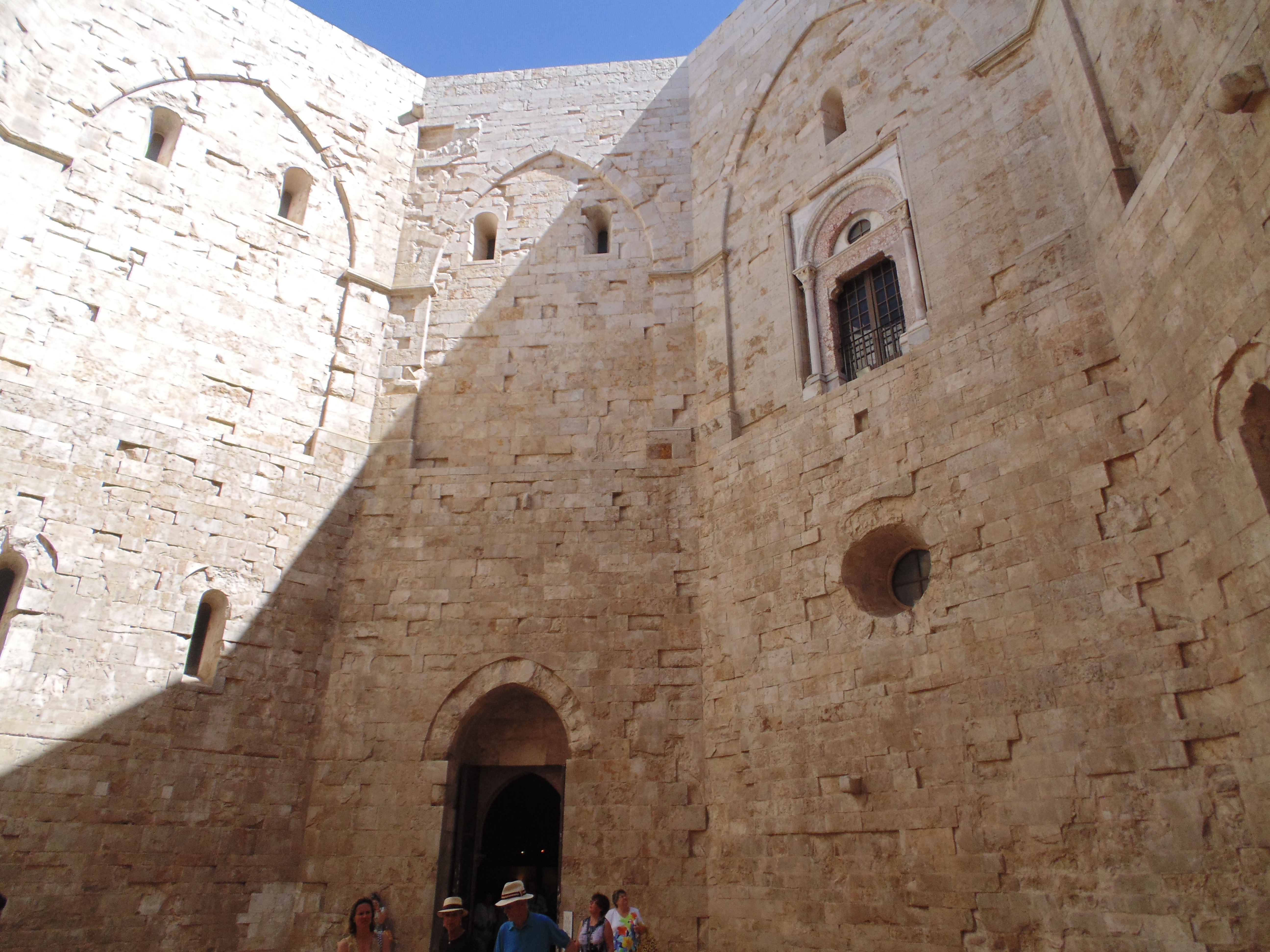
Blick in den Innenhof
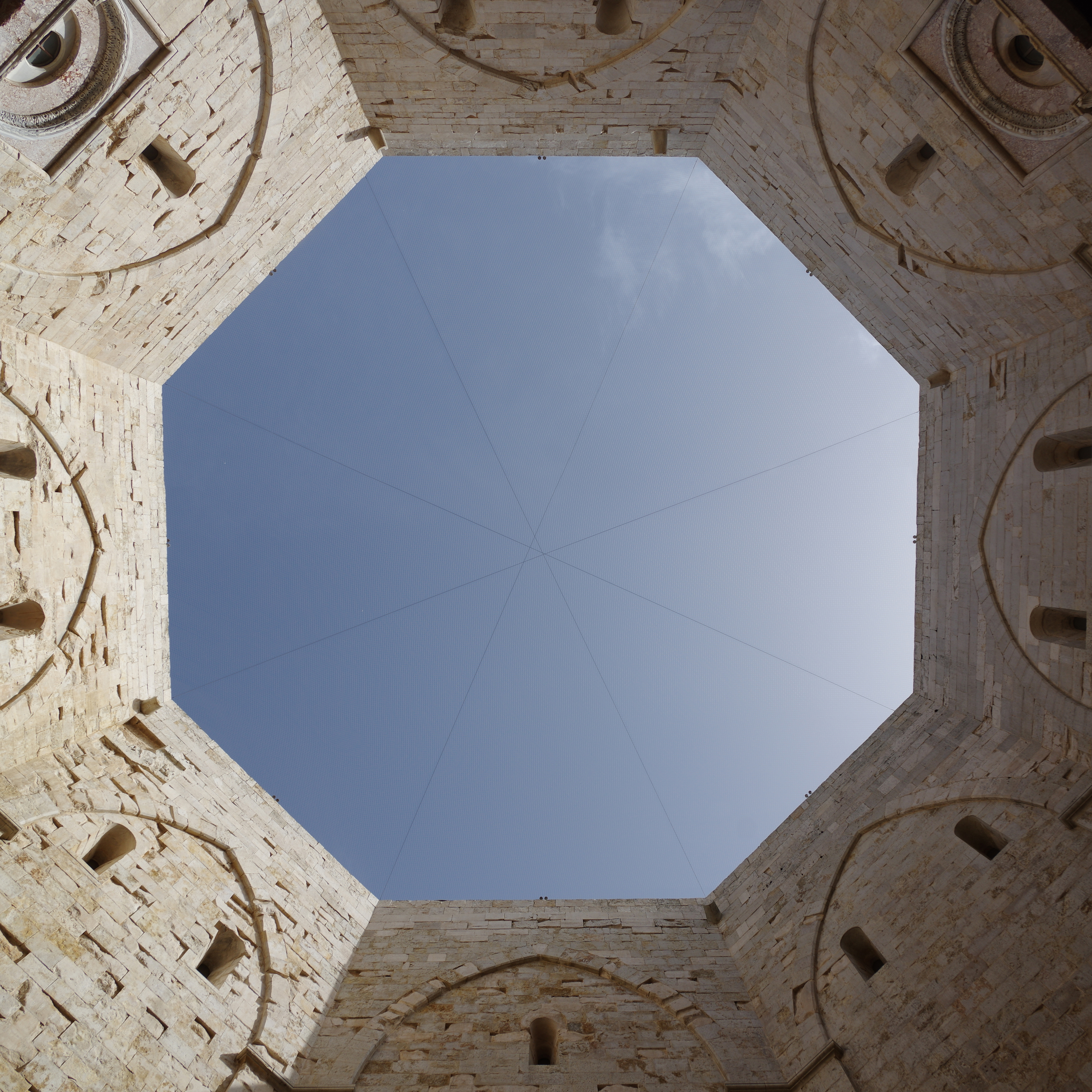
Innenhof
Rundumsicht des Innenhofs

## Bau

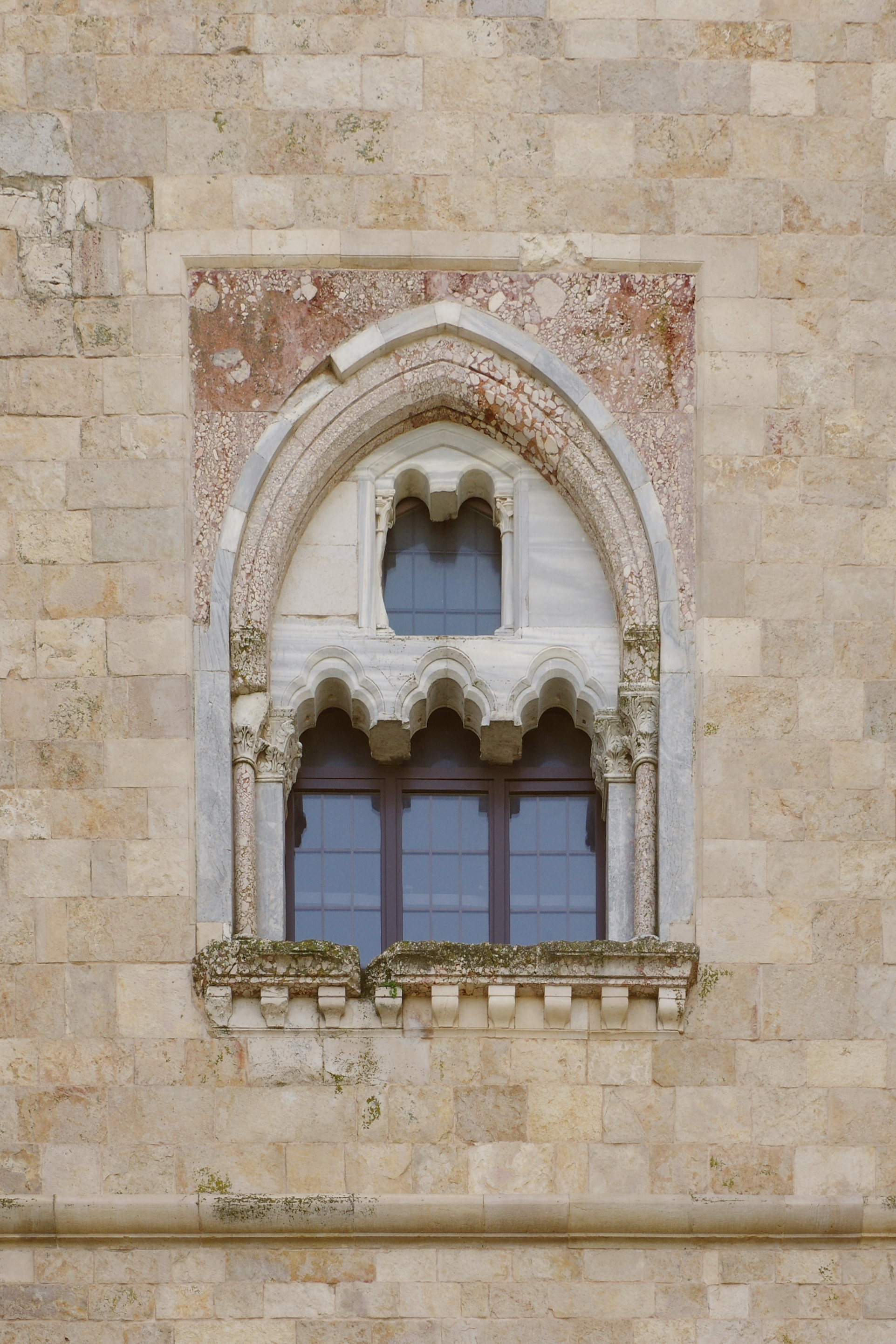
Triforium

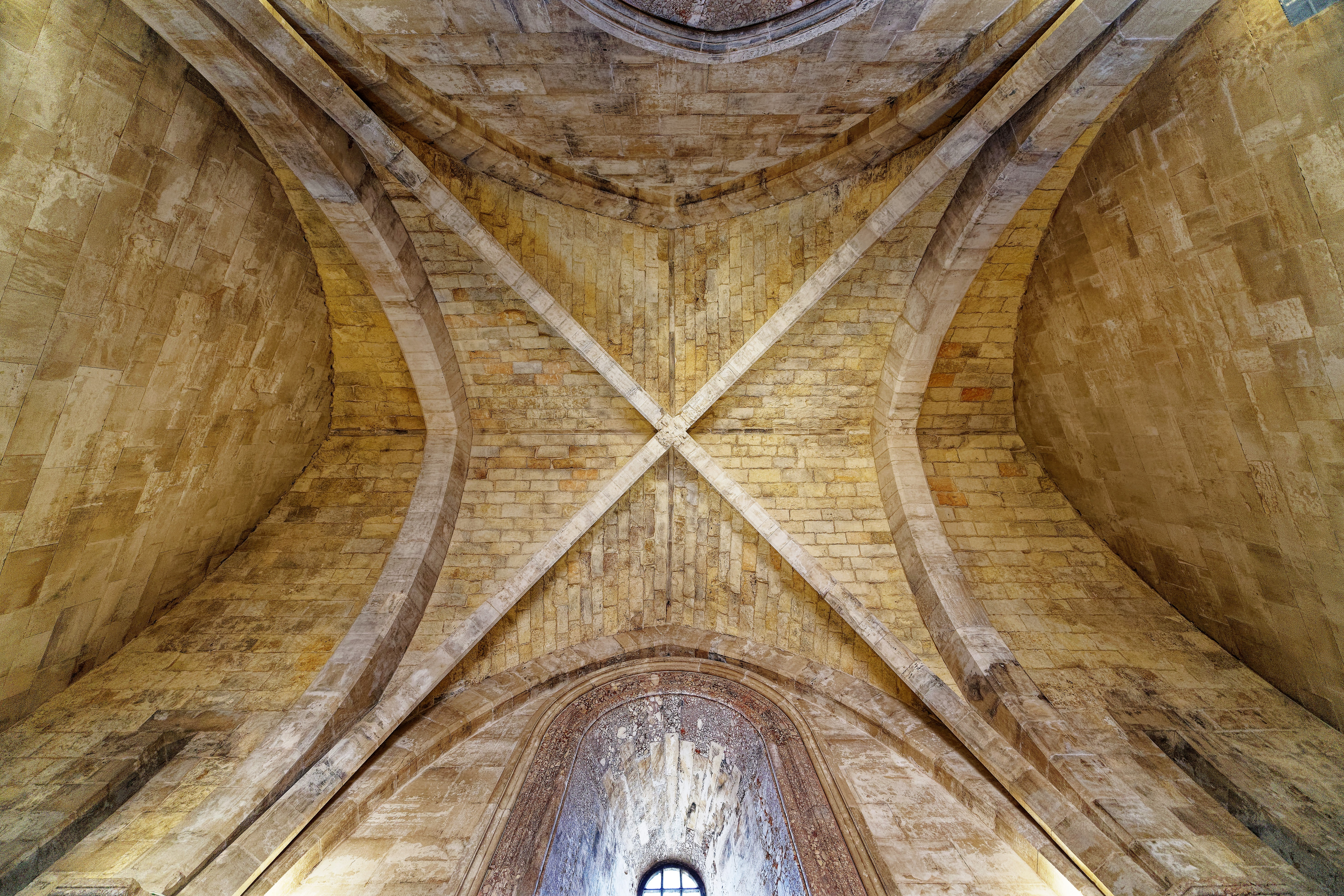
Kreuzrippen der Raumdecken

Der Baustein des Mauermantels ist heller gelblicher oder grauweißer in der Umgebung gebrochener Kalkstein. Das Material des Eingangsportals und einiger ausgewählter Bauelemente ist Breccia rossa (= rote Brekzie), ein Konglomeratgestein, einige der Säulen in den Innenräumen sind aus grau-orangefarbenem Marmor. Der ursprüngliche Fußboden aus farbigem Mosaik ist nur noch in Spuren erhalten.
Die Räume sind in zwei Geschossen um den achtseitigen Innenhof angeordnet. Die äußeren Ecken des Oktogons sind wiederum mit acht Türmen besetzt, die jeweils mit zwei Seiten in die Mauer eingebunden sind, sodass sechs Seiten freiliegen. Nur drei enthalten Wendeltreppen, in den anderen fünf sind Räume verschiedener Zweckbestimmung, u. a. Bäder und Toiletten, untergebracht. Jeder Raum im Erdgeschoss verfügt über ein einfaches Monoforium, im Obergeschoss über ein gotisch beeinflusstes Biforium. Ausnahme davon ist der Saal Richtung Andria, der über ein Triforium verfügt. Die Gewölbe sind durch kräftige Kreuzrippen betont, die auf Halbsäulen auslaufen und an deren Kreuzungspunkt sich in fast allen Räumen ein verzierter Schlussstein befindet.

### Eingangsportal

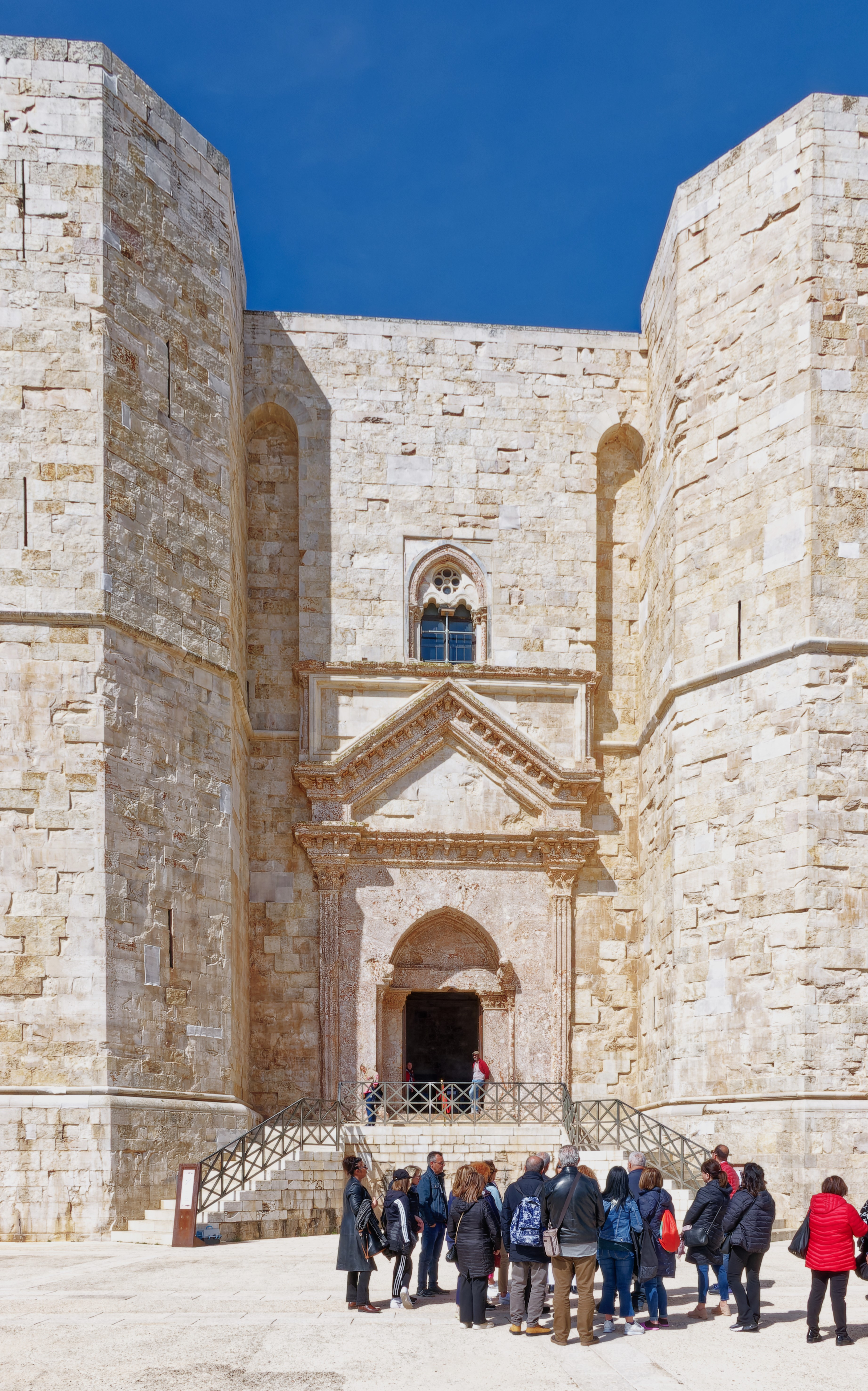
Freitreppe und Eingangsportal

Dem Eingangsportal hat der Bauherr besondere Aufmerksamkeit gewidmet, wie auch in seinen anderen Bauten. Hier wird dem Besucher der Herrschaftsanspruch des Kaisers schon am Eingang vermittelt: Die schon von weitem sichtbare plastische Betonung des Portals, also seine Pilasterrahmung, der Architrav dazwischen und der Flachgiebel zitieren die Antike, die Kapitelle erinnern an die Zisterziensergotik und die flache Rechteckumfassung des oberen Portalbereiches ist von islamischer Architektur beeinflusst. Auch der farbige Prunk des Portals mutet fast orientalisch an. Die Löwen auf den Säulen gehören zur apulischen Romanik. All das wird hier in der Portalarchitektur in eine neue Einheit gebracht, genauso wie Friedrich II. selbst von Anfang an das Imperium unter seiner Herrschaft in neuem Glanz vereinen wollte.
Es gibt einen schmalen Schlitz im Mauerwerk zwischen der äußeren Schale und der dadurch entstehenden inneren Portalzone. Hier konnte früher ein Fallgitter herabgelassen werden, um unerwünschten Besuch abzuhalten. Solche Sicherungsmaßnahmen gegen Feinde bestimmten – einer älteren Theorie zufolge – auch die Struktur des Gangsystems im Innern der Burg.

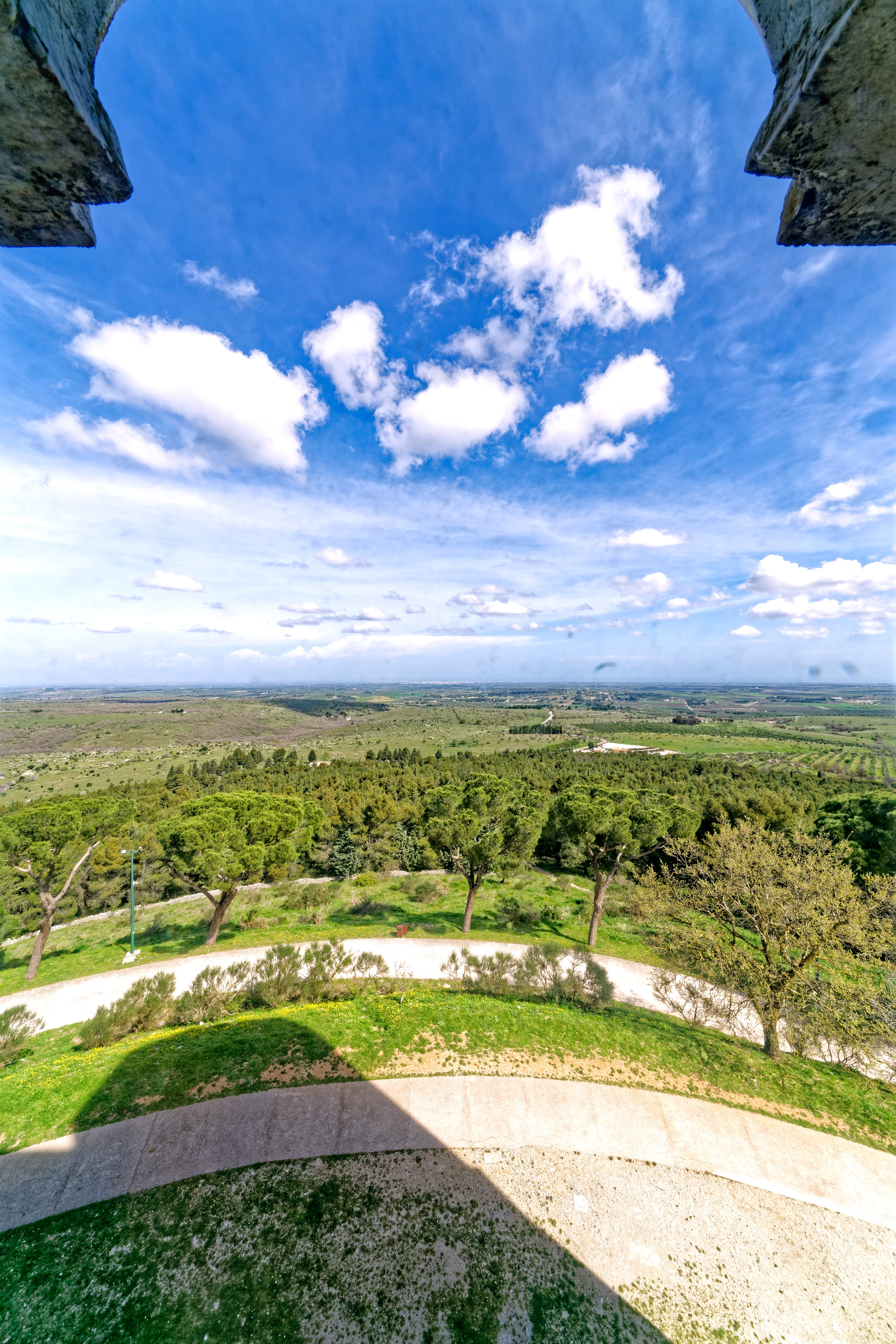
Aussicht aus dem Kastell.

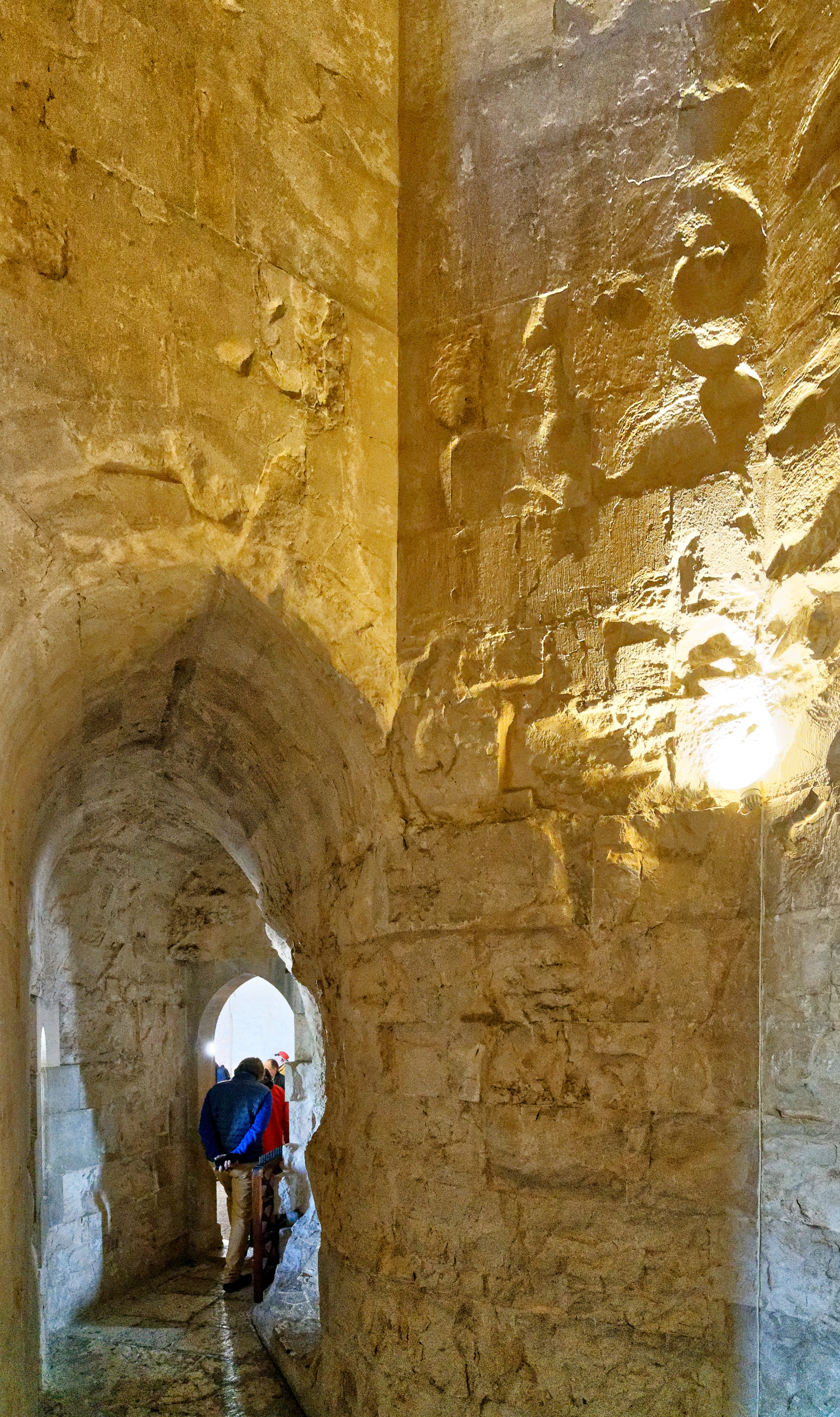
Schmaler Gang im Turm.

### Gänge und Zimmer

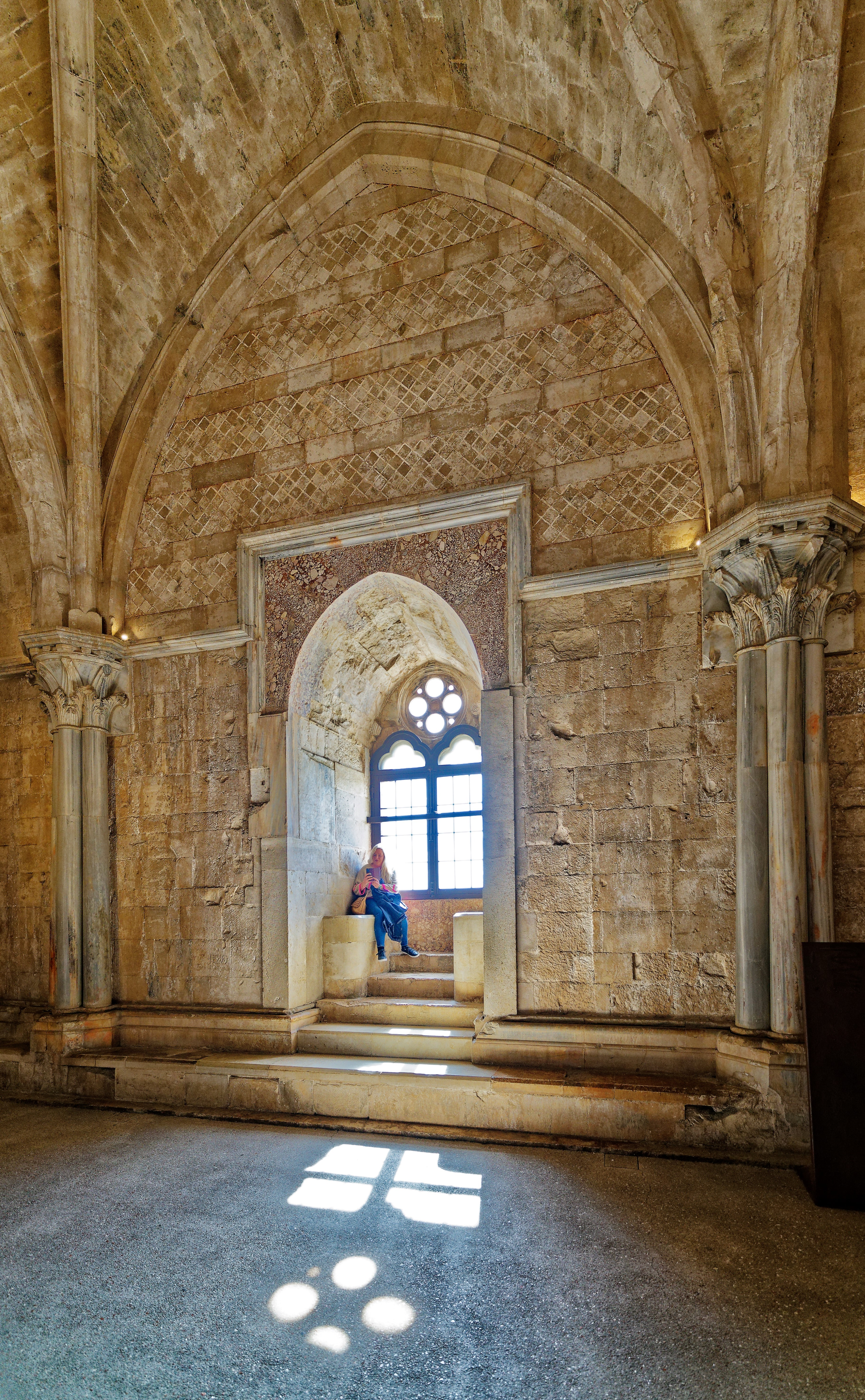
Thronraum

Castel del Monte wird von einem äußerst raffinierten Gangsystem durchzogen. Man konnte durchaus nicht von jedem Eingang aus in jeden Raum gelangen, zwei Räume sind nur durch einen einzigen Zugang zu erreichen. So gelangt man vom Eingangsraum, in dem heute der Eintritt zu bezahlen ist, ausschließlich in den rechts davon liegenden Raum (heute ein Souvenirladen) und von dort ausschließlich in den Innenhof. Letzteres Portal, wie alle anderen aus Breccia rossa, ist auf der Innenseite verziert, außen, zum Innenhof hin, dagegen schmucklos. Bei den beiden anderen, unterschiedlich gestalteten Portalen zum Innenhof ist es umgekehrt, dort befindet sich die verzierte Seite außen. Dadurch ist dem Besucher auf dem vorgegebenen Weg immer die verzierte Seite zugewandt. Die Räume ohne Portal haben nur schmucklose Monoforien oder Okuli. Die beiden Räume, die nur einen Zugang haben, verfügen nicht nur über einen Kamin, sondern außerdem über Sanitäranlagen im angrenzenden Turm. In einem der beiden Räume sind geringe Reste eines Mosaikfußbodens erhalten.
Das Obergeschoss ist durch Spitzblendbögen und Pilaster gegliedert. Hier treten besonders drei Rundbogenfenster, ebenfalls aus Breccia rossa, hervor, von denen sich nur eines über einem Portal des Erdgeschosses befindet. Da es im Obergeschoss einen umlaufenden Holzbalkon gab, dienten sie wohl auch als Zugang zum Balkon. Die übrigen Räume haben als Fenster nur einfache Monoforien. Die Wände sind teilweise mit Opus reticulatum verziert, die Marmorverkleidungen wurden während der Plünderungen des 18. Jh. entfernt.
Früher glaubte man, dass der Kaiser Grund hatte, vor Attentaten auf der Hut zu sein, und dass er sich in seinem angeblichen „Jagdschloss“ dadurch sicherte, dass jeder, der ihn in seinen Räumen aufsuchen wollte, nicht anders konnte, als vorher nacheinander eine festgelegte Reihe von anderen Räumen zu passieren, in denen man ihn auf Waffen etc. untersuchen konnte. De Tommasi weist aber darauf hin, dass die verschiedenen Räume einfach verschiedene Funktionen hatten und der Gesichtspunkt der sozialen Rangfolge hier eine Rolle spielte und nicht die unbewiesene Hypothese eines Labyrinths zum Schutz des Kaisers.
In den Türmen gingen die Gänge in Wendeltreppen über, die sorgfältig aus Stein gebaut waren. In anderen Pfalzanlagen und auch in den Treppentürmen der Kirchen hat man in solchen Fällen meistens Holz verwendet. Oben war der Turm mit einem kleinen Kreuzrippengewölbe abgeschlossen, dessen Kragsteine die Form von Köpfen hatten. Es handelt sich also um ein in allen Einzelheiten genau durchdachtes und in mancher Hinsicht bis heute geheimnisvolles Bauwerk.

Detailansichten
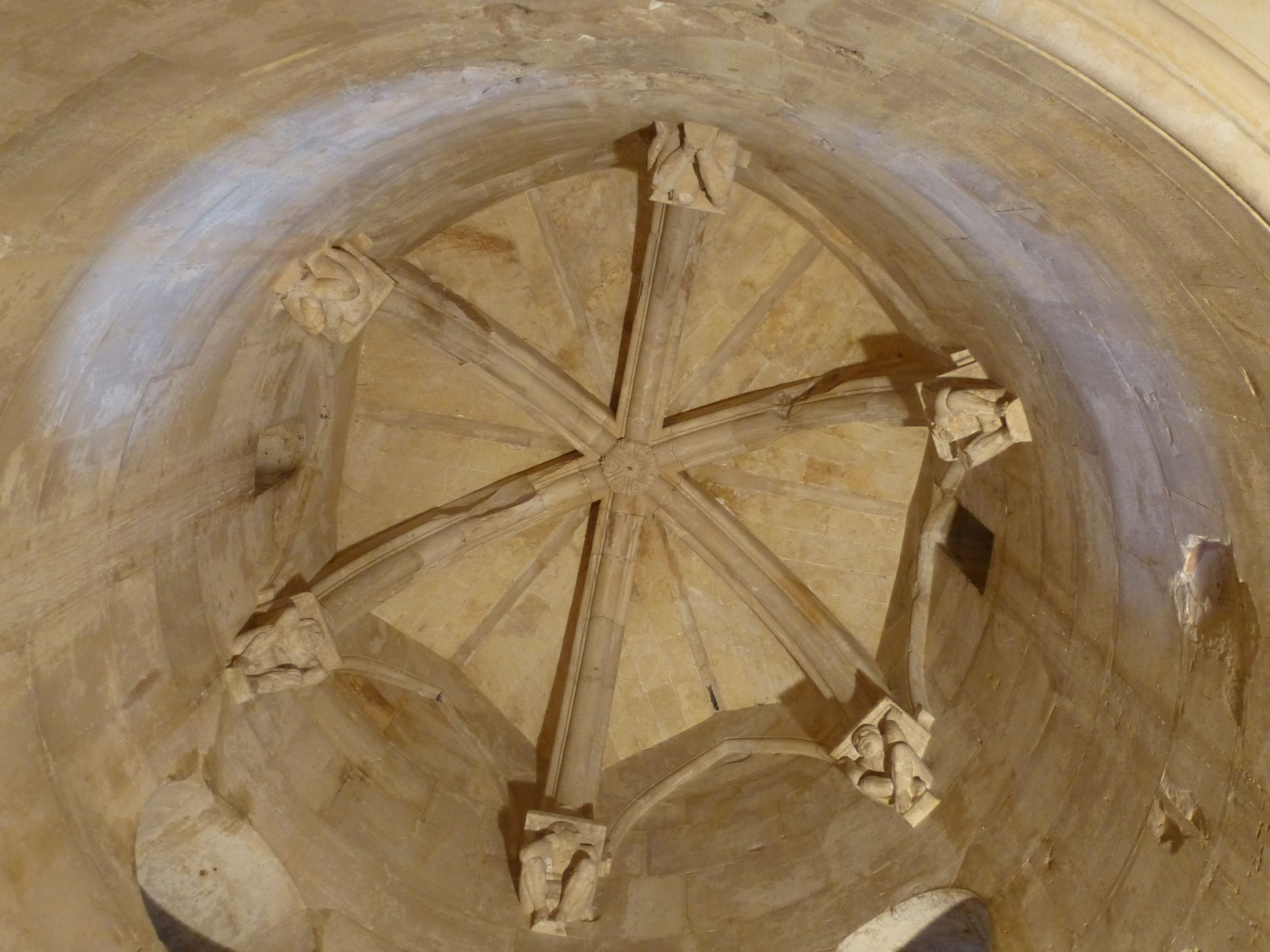
Blick in eine Turmdecke
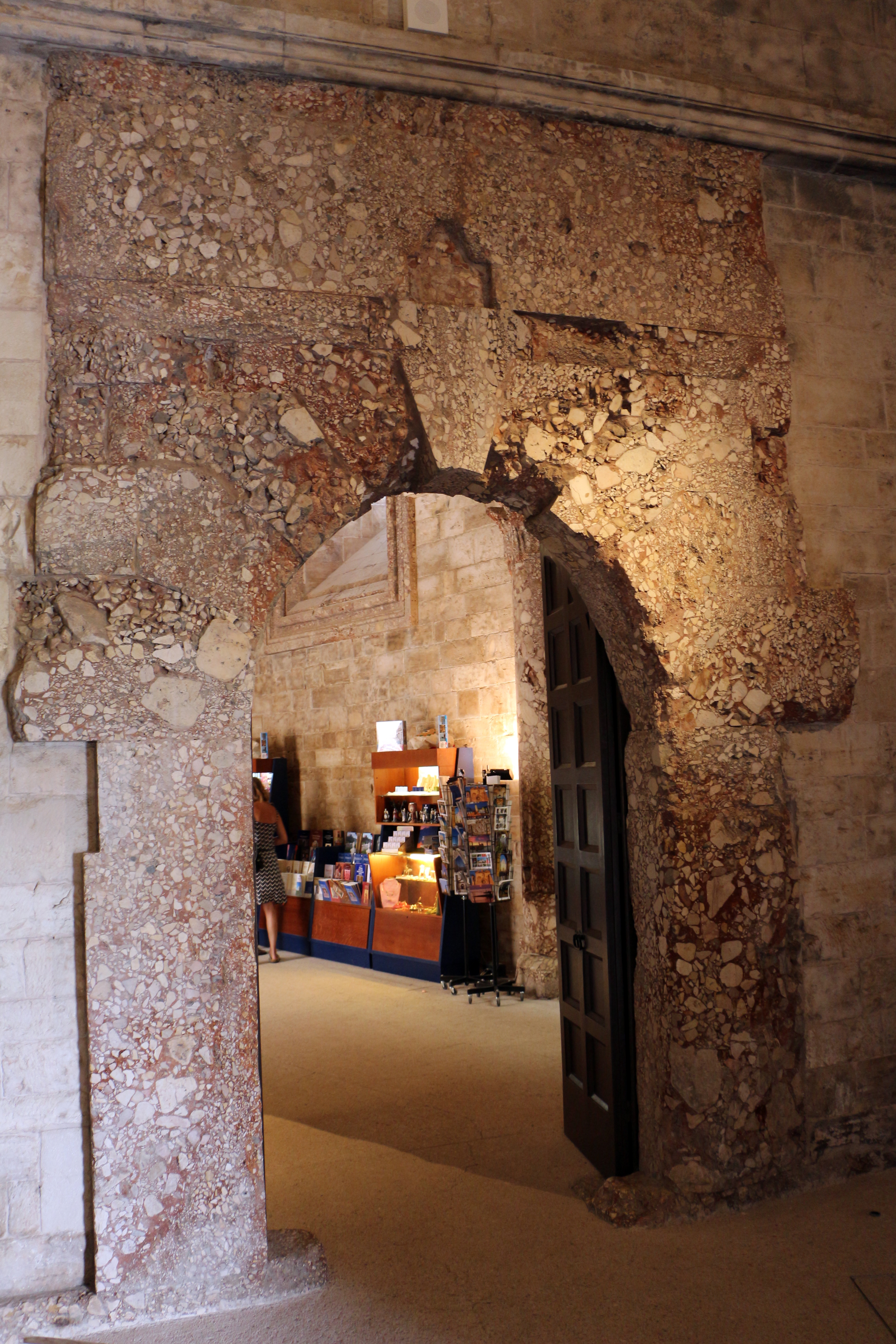
Türrahmen aus Breccia rossa
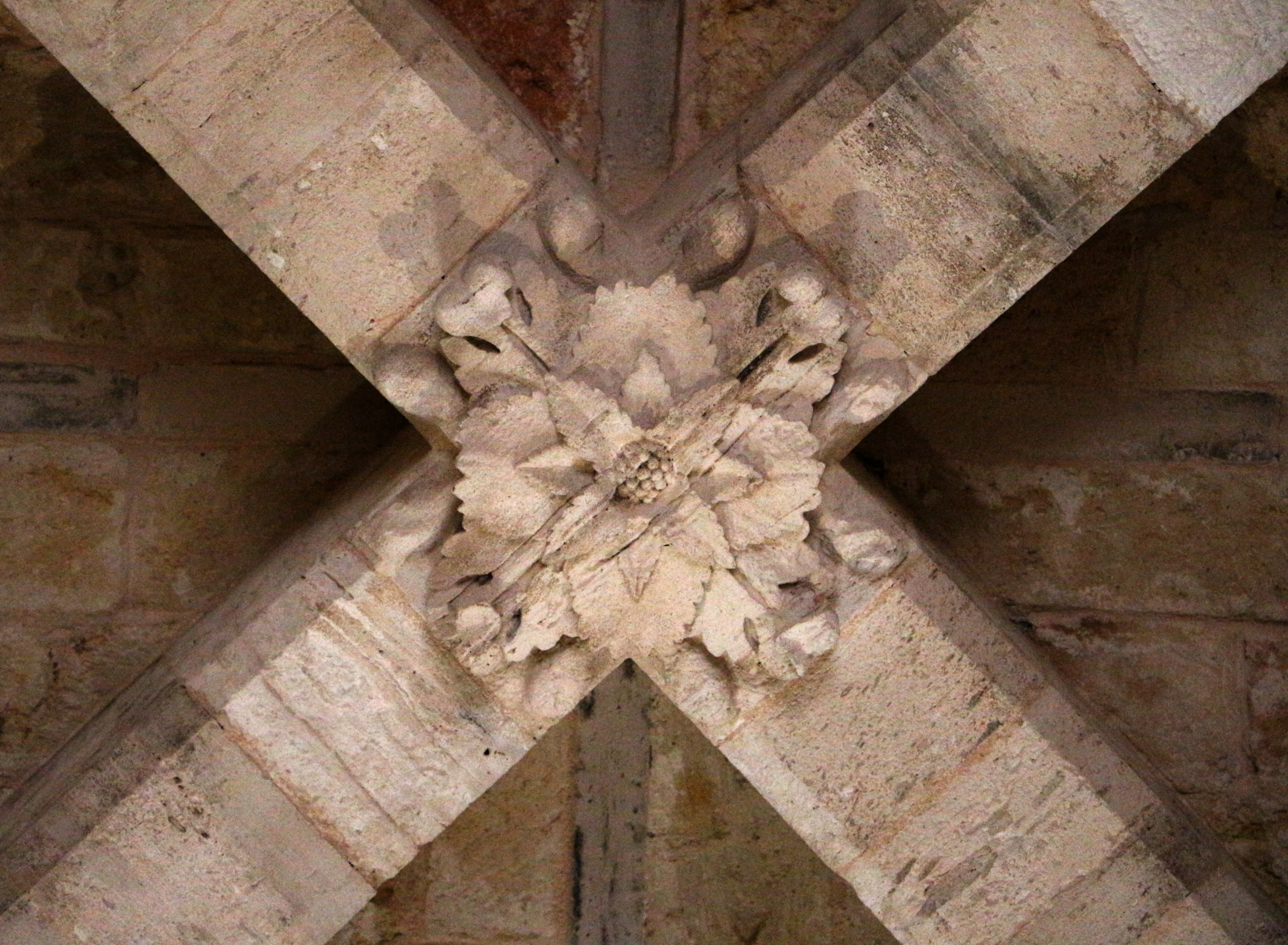
Gewölbeschlussstein
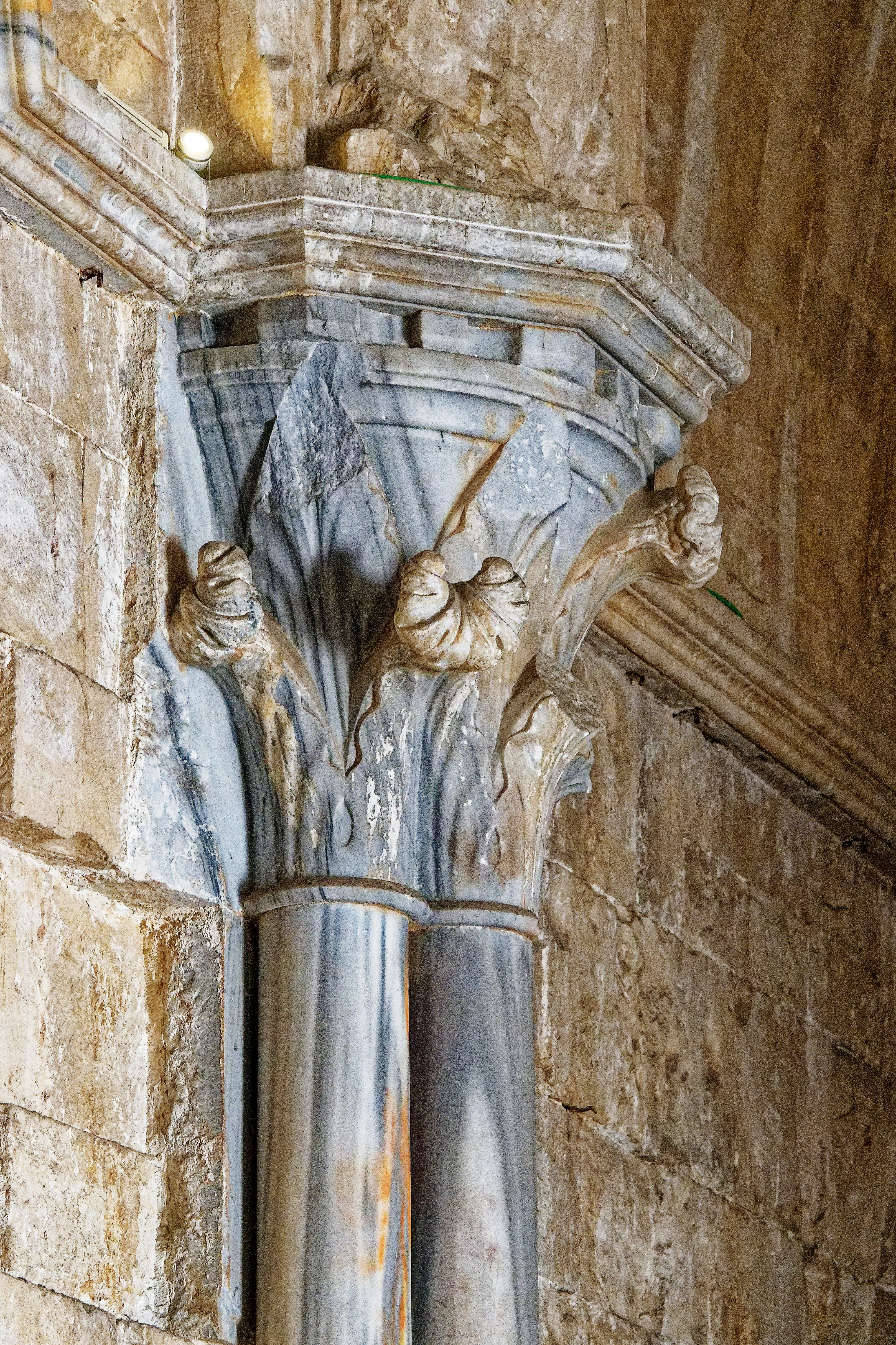
Florales Kapitell
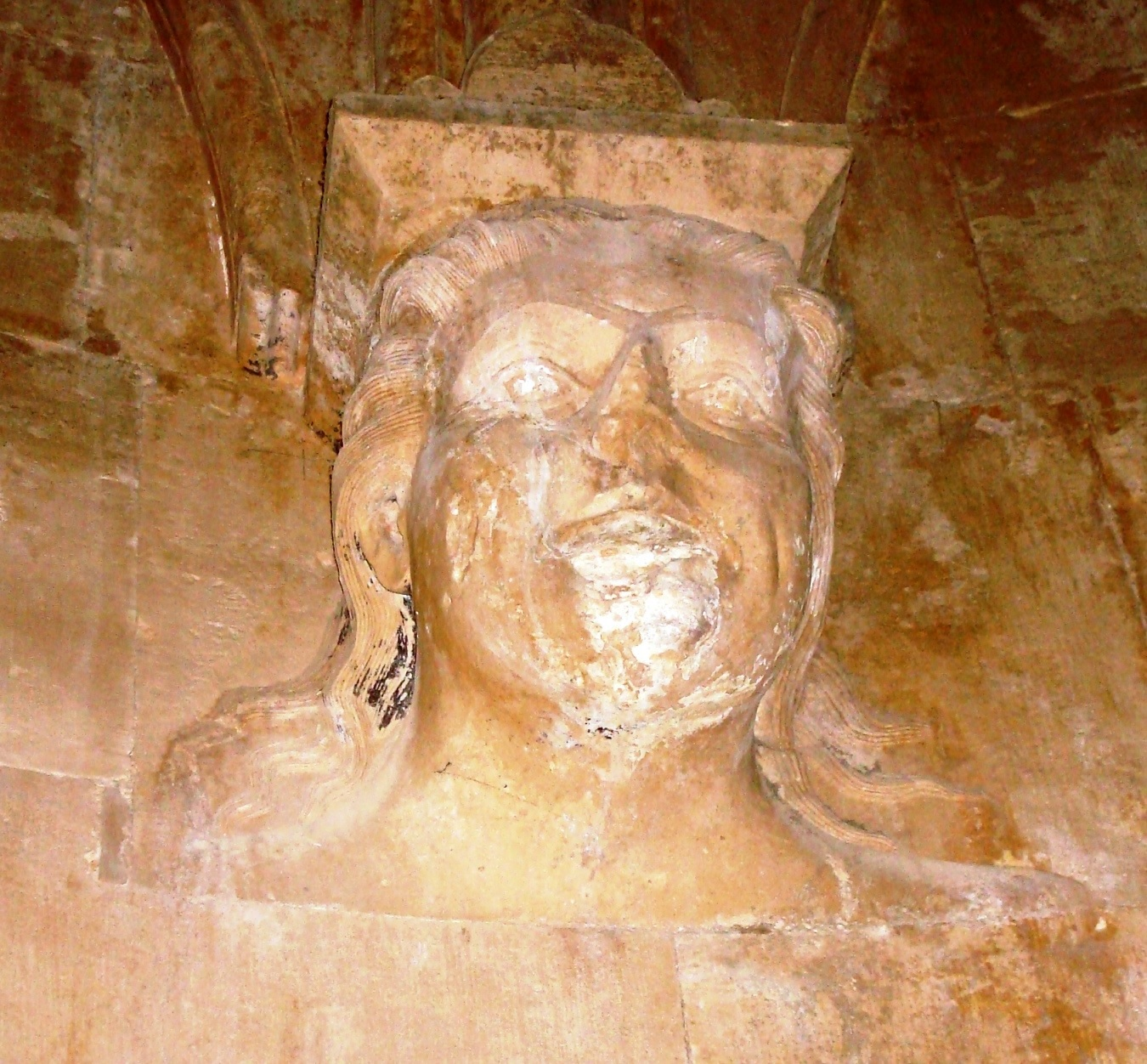
Weiblicher Kopf als Basis eines Gewölbebogens (Treppenturm)
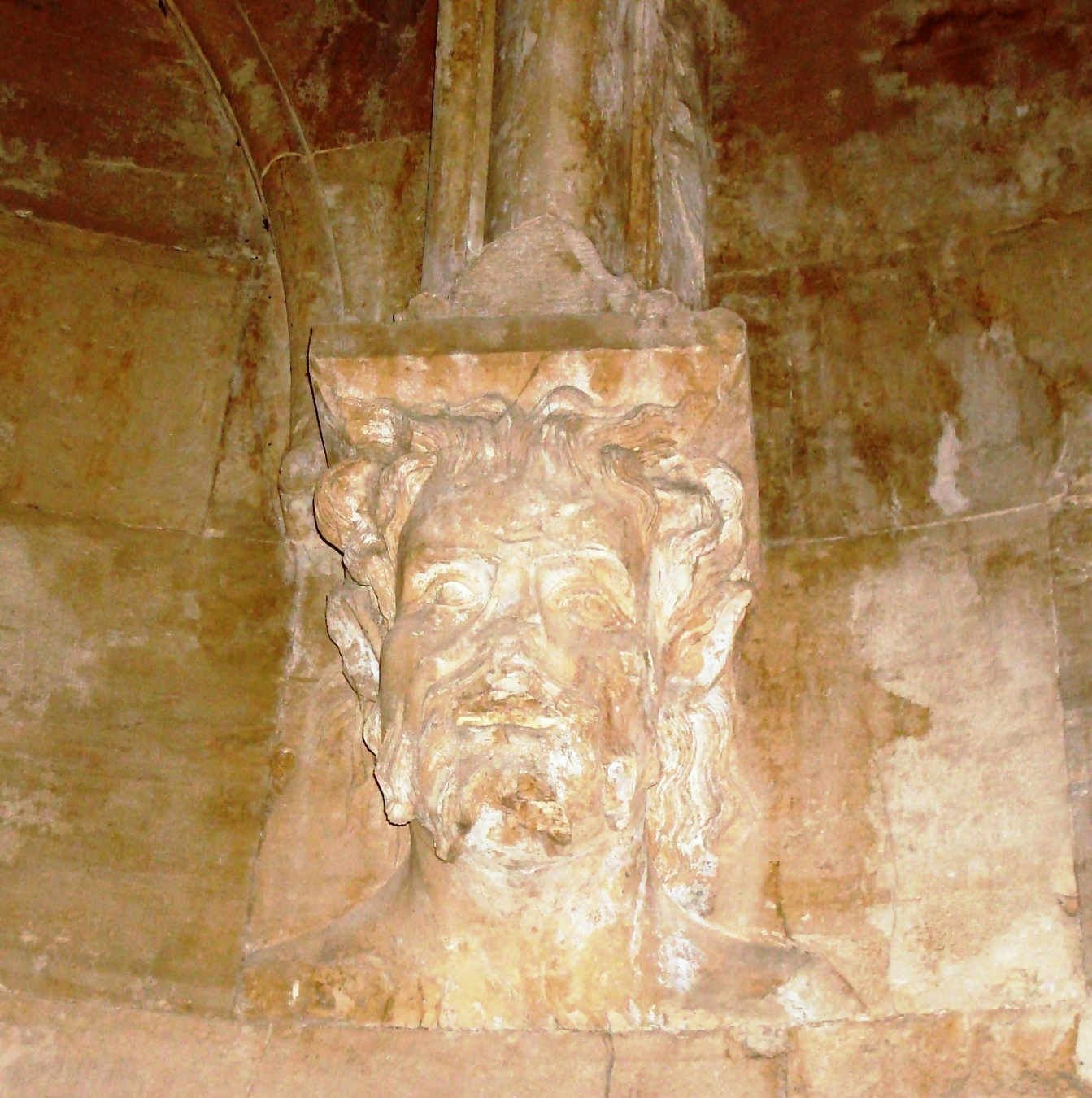
Männlicher Kopf als Basis eines Gewölbebogens (Treppenturm)
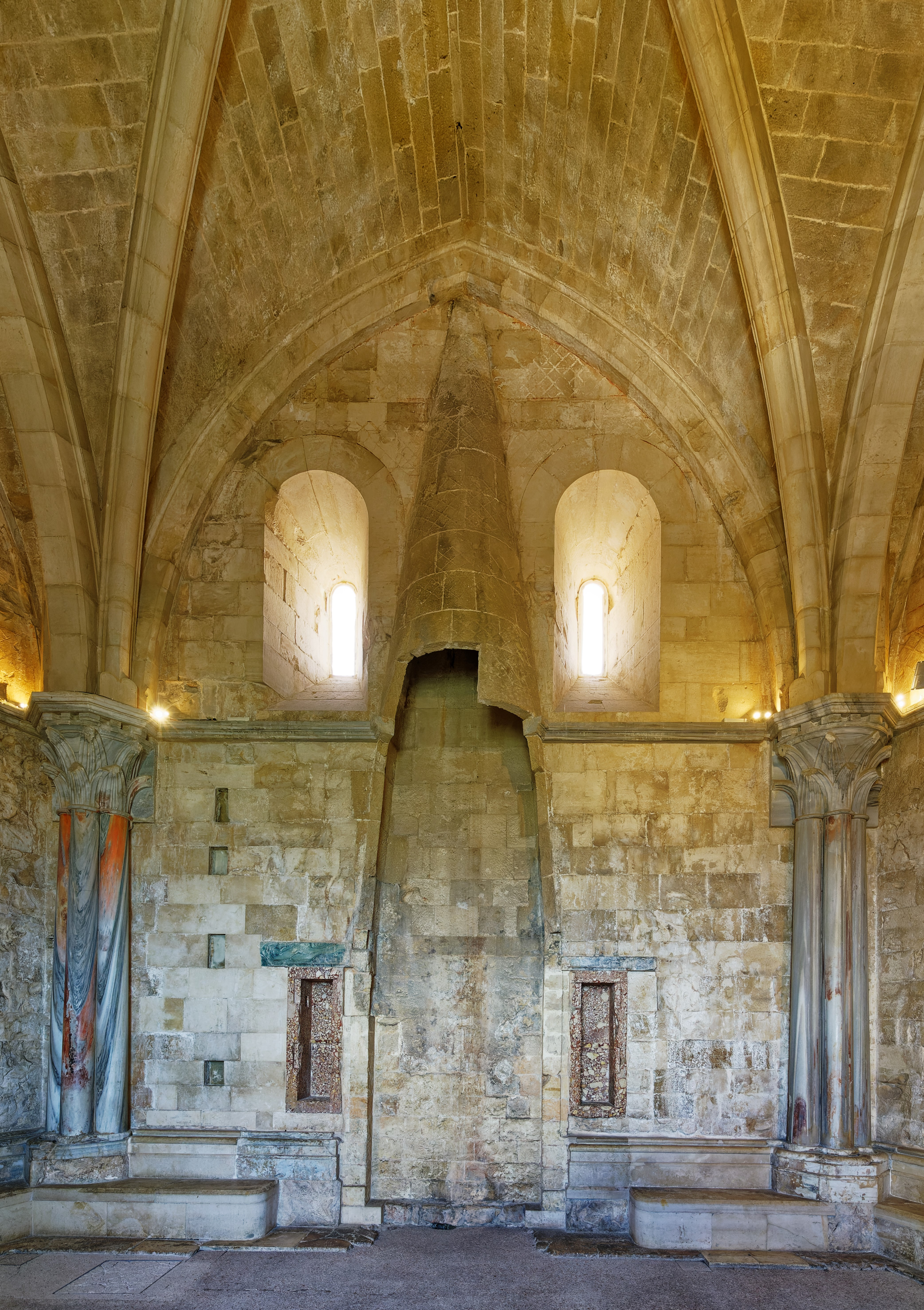
Kamin
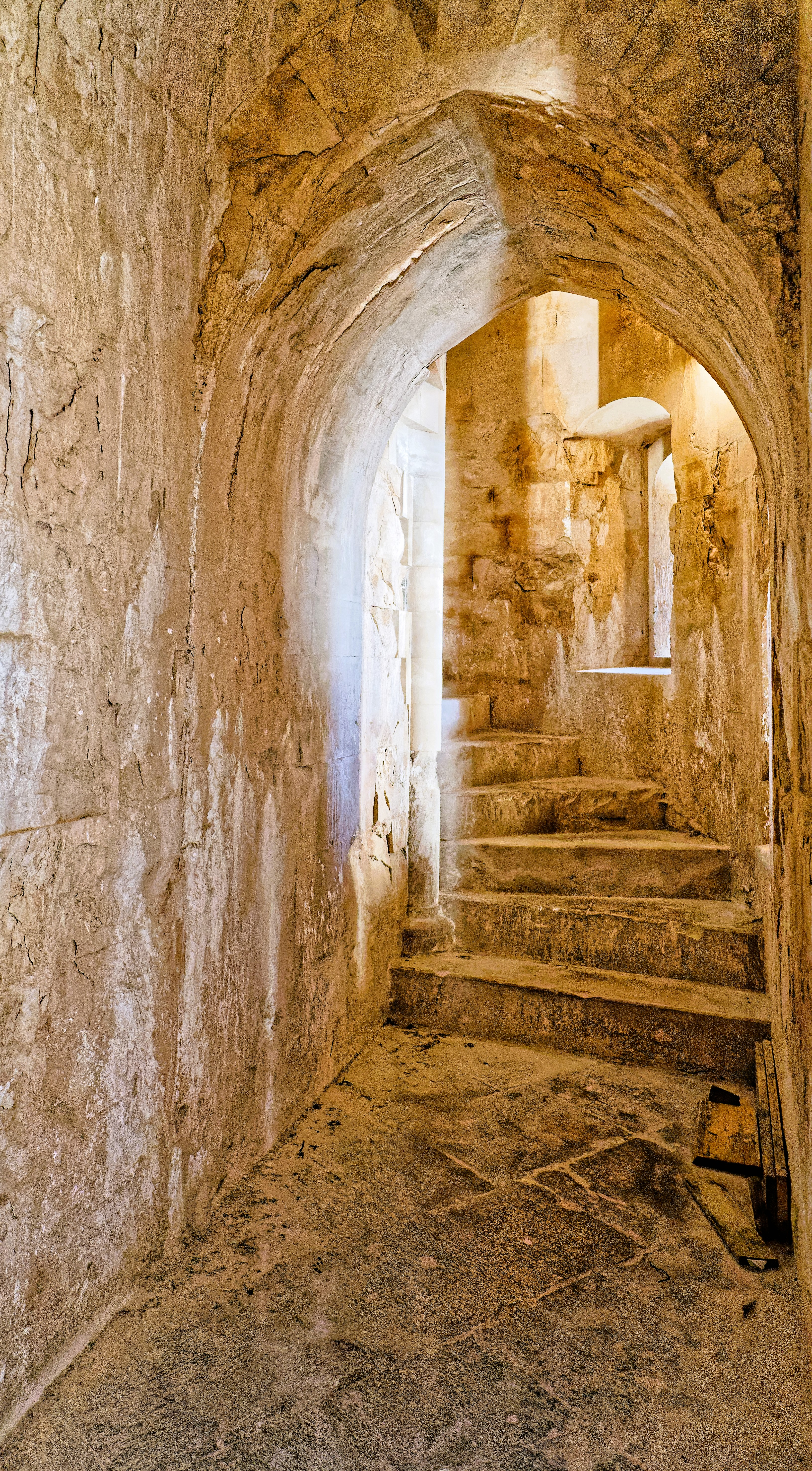
Treppe
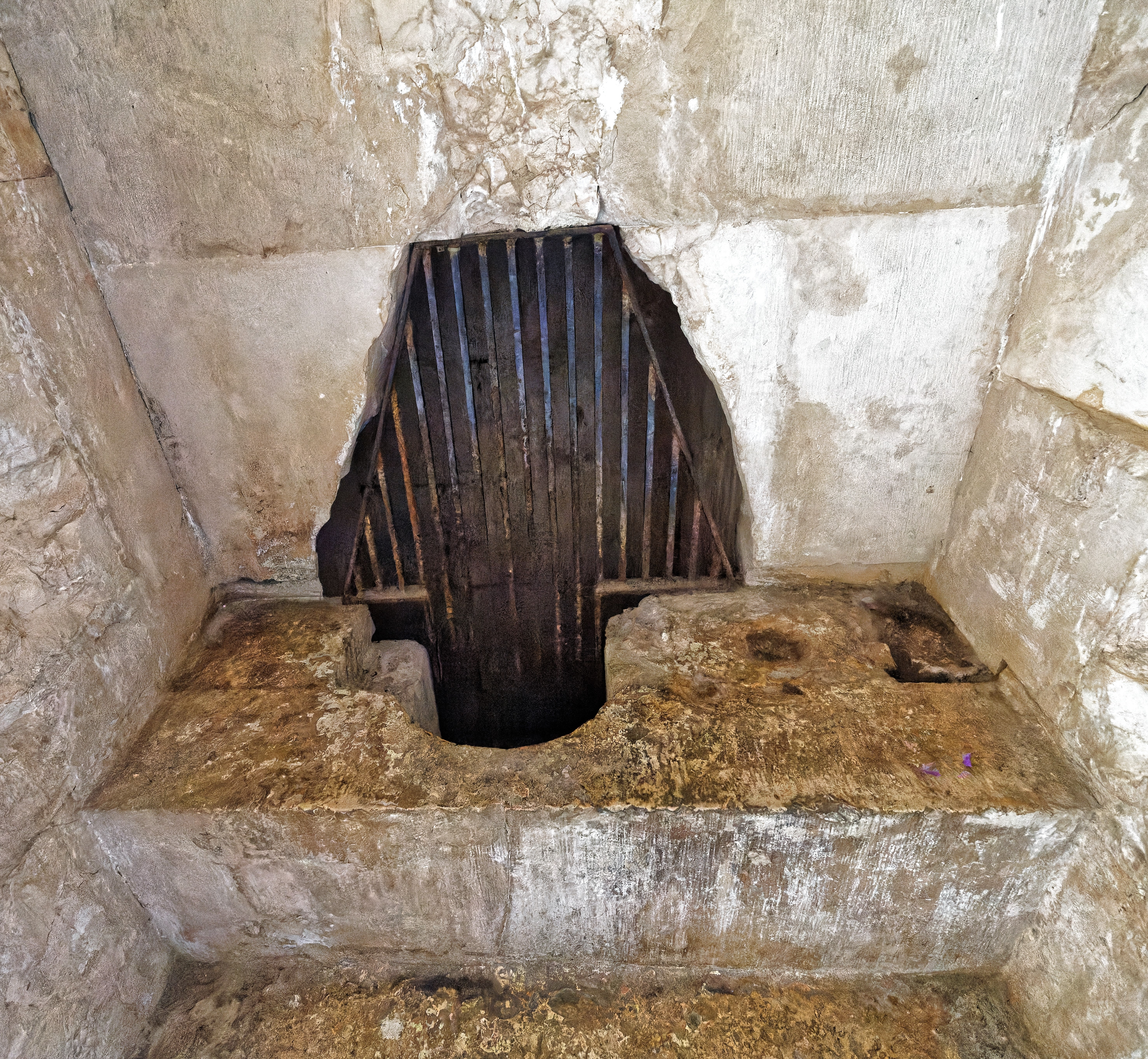
Toilette
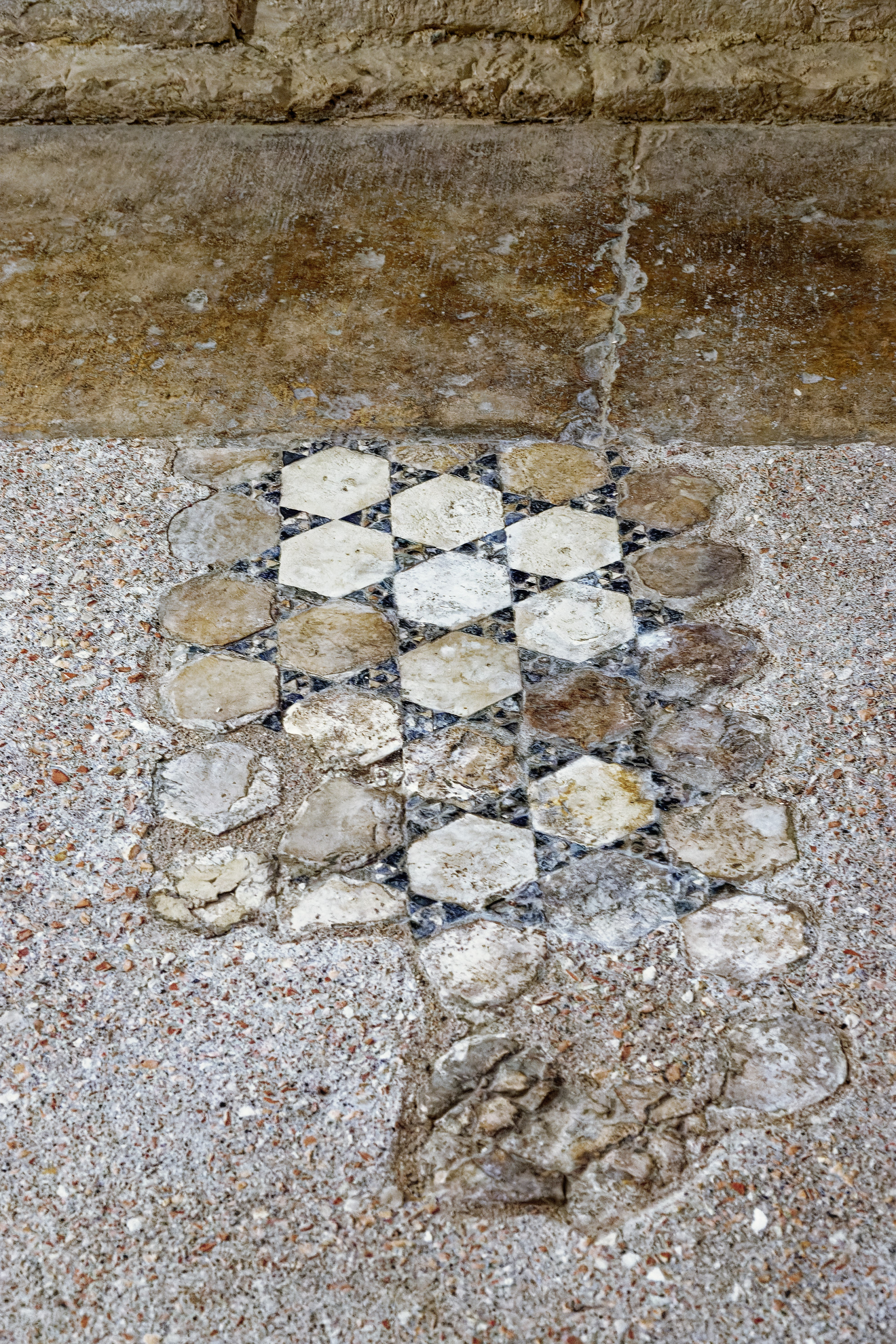
Reste des ursprünglichen Bodenbelags

## Neuere Geschichte

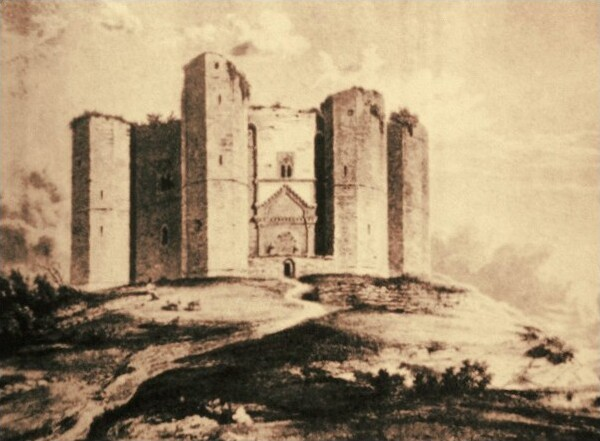
Castel del Monte um 1844

Von 1522 bis 1876 gehörte das Schloss der Familie Carafa, die 1552 zu Herzögen von Andria und Castel del Monte erhoben wurden. Nach Jahrhunderten in relativer Vergessenheit begann die kulturelle und baugeschichtliche Wiederentdeckung des Kastells nach ersten Erwähnungen durch Pacichelli (1690) mit einer ersten systematischen Baubeschreibung durch Troyli (1749). Erst Henry Swinburne (1743–1803), der sich in seinen Reisebeschreibungen mit dem rätselhaften Bau beschäftigte, löste ein breiteres Interesse aus, das auch den Beginn der wissenschaftlichen Bearbeitungen und Auseinandersetzung mit diesem Bau europaweit markiert.
Zwei jungen deutschen Architekten, Heinrich Wilhelm Schulz (1808–1855) aus Dresden und Anton Hallmann (1812–1845) aus Hannover, kommt das Verdienst zu, 1831 die erste architektonische Aufmessung und historische Dokumentation des Bauwerks vorgenommen zu haben. Ziel ihrer Arbeiten war dabei „die Bestandsaufnahme mit Vermessung und Baubeschreibung sowie die historische Verortung des Bauwerks auf dem Wege systematischer Urkundenstudien“ zu leisten, deren Ergebnisse erst postum 1860 im Druck erschienen. Ihre Berichte, die Schulz und Hallmann noch im Winter 1835/36 in Rom vortrugen, bildeten die Grundlage und Hinweise für zwei Franzosen, den Historiker Huillard-Bréholles (1817–1871) und den Architekten Baltard (1805–1874), die auf den Spuren der beiden Deutschen ihre eigene Dokumentation des Castel mit detaillierten Plänen des Bauwerks erstellen und bereits 1844 in Paris veröffentlichen konnten. Honoré Théodoric d’Albert, Herzog von Luynes, förderte dieses Projekt finanziell.
1876 wurde das Castel nach vielen Jahrzehnten des Leerstands und der Plünderung vom italienischen Staat für 25.000 Lire erworben. Um 1900 begannen Restaurierungsarbeiten, die im damaligen Geschmack der Zeit ausgeführt wurden: Alle beschädigten Steine wurden durch Nachbildungen ersetzt, der ursprüngliche Bauzustand wurde mit modernen Materialien nachgebildet, die zwischenzeitliche Geschichte des Baus überdeckt und zugetüncht. Am Ende stand das Castel äußerlich wieder „wie neu“ da. Seit 1936 ist das Bauwerk ein Nationaldenkmal Italiens. Als exemplarisch für die ideologisierte Rezeption des Stauferkaisers Friedrich II. und seiner Bauwerke im faschistischen Italien und im nationalsozialistischen Deutschland kann der Auftrag der Dienststelle Ribbentrop und der Deutsch-Italienischen Gesellschaft, Walther Wüster u. a. gesehen werden, 1940 ein Modell Castel del Montes im Maßstab von 1:50 anzufertigen, das Adolf Hitler zum Jahreswechsel 1941 persönlich in Berlin übergeben wurde.
Zu Beginn der ersten Restaurierungsarbeiten (weitere folgten in den 1970er und 1980er Jahren) war – wie ältere Fotografien belegen – rund um das Castel noch ein Schuttkegel von über zwei Metern Höhe vorhanden. Um die Hauptzugangstreppe freizulegen, wurde dieser Schuttberg damals ohne weitere bautechnische Untersuchung abtransportiert. Dieser Schuttkegel enthielt – wie die damaligen Akten vermerken – viele skulptierte Elemente und zerbrochene Mauerquader.
Moderne Vermessungen unter Wulf Schirmer 1990–1996 haben die Basis für eine sachliche Beschäftigung mit dem Bauwerk Castel del Monte geschaffen.

Italienischer Cent (Rückseite)

Castel del Monte ist seit 1996 UNESCO-Welterbe und seit 2001 auf der Rückseite der italienischen 1-Cent-Münze abgebildet.
In dem Film Der Name der Rose ist nach dem Vorbild des Castel del Monte in noch gesteigerter Höhe das geheimnisvolle Aedificium gebaut worden, das die Bibliothek enthält, um die sich die Handlung des Romans von Umberto Eco dreht.